# 5893 Coltrane
5893 Coltrane (1982 EF) là một tiểu hành tinh vành đai chính được phát hiện ngày 15 tháng 3 năm 1982 bởi Z. Vavrova ở Klet, Cộng hòa Séc.